# Jaguar R3
Jaguar R3 – bolid teamu Jaguar Racing na sezon 2002. Samochód zadebiutował podczas wyścigu o Grand Prix Australii. Prezentacja bolidu odbyła się 4 stycznia 2002 roku w siedzibie zespołu w Milton Keynes w Wielkiej Brytanii. Podczas Grand Prix Wielkiej Brytanii wprowadzono ulepszoną wersję bolidu oznaczoną R3B. Kierowcami w sezonie 2002 byli Brytyjczyk Eddie Irvine oraz Hiszpan Pedro de la Rosa. Bolid stajni Jaguar napędzany był przez silnik Coswortha.

## Wyniki
| Legenda oznaczeń w tabelach wyników Wyświetl szablon na nowej stronie | Legenda oznaczeń w tabelach wyników Wyświetl szablon na nowej stronie                                                                     |
| Oznaczenie                                                            | Wyjaśnienie |
| --------------------------------------------------------------------- | --- |
| Złoty                                                                 | Zwycięzca lub mistrzostwo |
| Srebrny                                                               | 2. miejsce lub wicemistrzostwo |
| Brązowy                                                               | 3. miejsce lub II wicemistrzostwo |
| Zielony                                                               | Ukończył, punktował (w klasyfikacji generalnej, gdy zdobył co najmniej jeden punkt na przestrzeni sezonu, poza trzema powyższymi opcjami) |
| Niebieski                                                             | Ukończył, nie punktował (w klasyfikacji generalnej, gdy nie zdobył co najmniej jednego punktu na przestrzeni sezonu)                      |
| Czerwony                                                              | Nie zakwalifikował się (NZ) |
| Czerwony                                                              | Nie prekwalifikował się (NPK) |
| Różowy                                                                | Nie ukończył (NU) |
| Różowy                                                                | Niesklasyfikowany (NS) (w klasyfikacji generalnej, gdy nie został sklasyfikowany w żadnym wyścigu sezonu)                                 |
| Czarny                                                                | Zdyskwalifikowany (DK) |
| Czarny                                                                | Wykluczony (WYK/EX) |
| Biały                                                                 | Nie wystartował (NW) |
| Biały                                                                 | Kontuzjowany (K/INJ) |
| Biały                                                                 | Wyścig odwołany (OD/C) |
| Bez koloru                                                            | Został wycofany (WYC/WD) |
| Bez koloru                                                            | Nie przybył (NP/DNA) |
| Bez koloru                                                            | Nie brał udziału w treningach (NT/DNP) |
| Bez koloru                                                            | Nie został zgłoszony (–) |
| Pogrubienie                                                           | Start z pole position |
| Kursywa                                                               | Najszybsze okrążenie wyścigu |
| †                                                                     | Nie ukończył, ale jego rezultat został zaliczony ze względu na przejechanie więcej niż 90% dystansu wyścigu.                              |
| *                                                                     | Sezon w trakcie |
| 1/2/3                                                                 | Punktowana pozycja w sprincie kwalifikacyjnym                                                                                             |
| Lista systemów punktacji Formuły 1                                    | |

| Sezon | Konstruktor | Kierowcy         | Wyniki kierowców | Wyniki kierowców | Wyniki kierowców | Wyniki kierowców | Wyniki kierowców | Wyniki kierowców | Wyniki kierowców | Wyniki kierowców | Wyniki kierowców | Wyniki kierowców | Wyniki kierowców | Wyniki kierowców | Wyniki kierowców | Wyniki kierowców | Wyniki kierowców | Wyniki kierowców | Wyniki kierowców | Wyniki kierowców | Wyniki kierowców | Wyniki konstruktora | Wyniki konstruktora |
| 2002  |             |                  | AUS              | MYS              | BRA              | SMR              | ESP              | AUT              | MCO              | CAN              | EUR              | GBR              | FRA              | DEU              | HUN              | BEL              | ITA              | USA              | JPN              | Punkty           | Pozycja          | Punkty              | Pozycja             |
| ----- | ----------- | ---------------- | ---------------- | ---------------- | ---------------- | ---------------- | ---------------- | ---------------- | ---------------- | ---------------- | ---------------- | ---------------- | ---------------- | ---------------- | ---------------- | ---------------- | ---------------- | ---------------- | ---------------- | ---------------- | ---------------- | ------------------- | ------------------- |
| 2002  | Jaguar      | Eddie Irvine     | 4                | NU               | 7                | NU               | NU               | NU               | 9                | NU               | NU               | NU               | NU               | NU               | NU               | 6                | 3                | 10               | 9                | 8                | 9                | 8                   | 7                   |
| 2002  | Jaguar      | Pedro de la Rosa | 8                | 10               | 8                | NU               | NU               | NU               | 10               | NU               | 11               | 11               | 9                | NU               | 13               | NU               | NU               | NU               | NU               | 0                | 21               | 8                   | 7                   |